# رهوة قديش (ردفان)

تعديل مصدري - تعديل

رهوة قديش هي إحدى قرى عزلة الحبيلين بمديرية ردفان التابعة لمحافظة لحج، بلغ تعداد سكانها 68 نسمة حسب تعداد اليمن لعام 2004.